# Zentek
Zentek ist ein 1995 gegründetes Unternehmen, welches als Duales System in Deutschland auftritt und für überregional und bundesweit tätige Unternehmen flächendeckende Entsorgungssysteme anbietet. Zentek erwirtschaftete 2022 einen Umsatz von rund 202 Millionen Euro und ist ein konzernunabhängiger Entsorger.

## Geschichte
Zentek wurde 1995 als Gemeinschaftsunternehmen konzernunabhängiger deutscher Entsorgungsunternehmen gegründet. Gesellschafter sind die Unternehmen  Jakob Becker GmbH & Co. KG, Nehlsen AG und Lobbe Entsorgung GmbH. Die Karl Tönsmeier Entsorgungswirtschaft GmbH & Co. KG (Porta Westfalica) schied 2011 aus dem Gesellschafterkreis aus, ist aber weiterhin Partner im operativen Geschäft. Zentek agiert als rechtlich eigenständiges Unternehmen und greift auf die Infrastruktur der Gesellschafter und weiterer Unternehmen der Branche zurück.
Die Zentek-Systemzentrale in Köln übernimmt die zentrale Abwicklung der Entsorgungsaufträge nach einheitlichen Bedingungen, während die tatsächliche Entsorgungsleistung durch Zentek-Gesellschafter und Zentek-System-Entsorger sowie weitere Unternehmen erfolgt. Das Netz der Zentek-System-Entsorger und deren Partner umfasst in Deutschland etwa 1000 Standorte.
Seit Januar 2019 ist Zentek Inhaber der Entsorgung Punkt DE GmbH und Betreiber von Internet-Portalen wie entsorgung.de und containerdienst.de. Die Zentek-Gruppe gliedert sich seit 2019 außerdem in die Zentek Services GmbH & Co. KG mit den Geschäftsbereichen „Bundesweite Standortentsorgung“, „Entsorgung von Transportverpackungen“, „Entsorgung von Elektroaltgeräten“ und „EPR Compliance“ und die Zentek GmbH & Co. KG, die das Duale System Zentek betreibt.
Zentek ist Mitglied im Unternehmensnetzwerk „Erfolgsfaktor Familie“ des Bundesministeriums für Familie und hat die Charta der Vielfalt, eine Initiative der Bundesbeauftragten für Integration, unterzeichnet.
Im Oktober 2023 hat Zentek als erstes Unternehmen in der deutschen Abfallwirtschaft die  B Corp-Zertifizierung erhalten.

## Geschäftsbereiche

### Entsorgung von Verkaufsverpackungen
Zentek betreibt mit dem Dualen System Zentek eines von zehn zugelassenen Systemen. Im Unterschied zu anderen dualen Systemen ist das System Zentek entsorgergestützt, da Zentek durch seine Gesellschafter über eigene Entsorgungskapazitäten für die Verkaufsverpackungen verfügt. Für Online-Händler bietet das Duale System Zentek mit zmart die Online-Lizenzierung von Verpackungen an.

### Bundesweite Standortentsorgung
Mit bundesweiten Standortentsorgungen werden in den Bereichen Bau, Handel, Kraftfahrzeuge und weiteren Bereichen tausende von Anfallstellen bundesweit entsorgt.

### Entsorgung von Transportverpackungen
Zentek übernimmt die Entsorgung für Hersteller und Händler, die ihre Transportverpackungen gemäß Verpackungsgesetz nach Gebrauch zurücknehmen und recyceln.

### Entsorgung von Elektro-Altgeräten
Zentek übernimmt die Registrierung von Elektro- und Elektronik-Altgeräten bei der Stiftung Elektro-Altgeräte Register (EAR) und sorgt für das Recycling oder die Entsorgung der Altgeräte. Zentek verfügt dabei über eigene Entsorgungskapazitäten und unterhält Partnerschaften mit Verwertungs- und Recyclingunternehmen in diesem Bereich.